# Cobh Ramblers Football Club
El Cobh Ramblers Football Club (en irlandés: Cumann Peile Chóstóirí Chóbh) es un club de fútbol de Irlanda, con sede en Cobh, Condado de Cork. Fue fundado en 1922 y compite en la Primera División, segunda categoría del fútbol irlandés.

## Historia
Stephen Henderson guio al equipo a la primera división el 10 de noviembre de 2007, siendo la primera vez del Cobh en la máxima categoría en 12 años.
Henderson volvió a firmar con el equipo en 2008 luego que descendieran junto al Finn Harps Football Club. En enero de 2013 la Asociación de Fútbol de Irlanda los premió otorgándoles licencia de liga después de una ausencia de 4 años.

## Palmarés

### Torneos nacionales
- Primera División de Irlanda (1): 2007
- Copa Intermedia (2): 1979-80, 1982-83

### Torneos regionales
- Liga de Munster (15): 1925-26, 1934-35, 1935-36, 1943-44, 1956-57, 1971-72, 1975-76, 1976-77, 1977-78, 1979-80, 1980-81, 1981-82, 1982-83, 1983-84, 1984-85
- Copa de Munster (7): 1924-25, 1943-44, 1978-79, 1982-83, 2015-16, 2021-22, 2022-23